# 828

## Esdeveniments
- Revolució copte a Egipte
- Robatori de les suposades relíquies de Sant Marc, fet que interromp el comerç entre Egipte i Venècia
- Traducció a l'àrab dels llibres de geografia de Ptolemeu
- Assemblea d'Aquisgrà